# Reactor reproductor rápido
El reactor reproductor rápido (FBR) (del inglés fast breeder reactor) es un reactor de neutrones rápidos diseñado para producir combustible generando más material fisible del que consume. El FBR es uno de los tipos posibles de reactores reproductores.
Con datos a 2006, todas las plantas FBR a gran escala han sido de metal líquido (LMFBR) refrigerados por sodio líquido, y han tenido uno de los dos diseños siguientes:
- Tipo Loop, en el que el refrigerante primario circula a través de intercambiadores de calor primario externos al tanque del reactor (pero dentro del escudo biológico) debido a la presencia de sodio-24 radiactivo en el refrigerante primario.

- Tipo Pool, en el que los intercambiadores de calor primario y circuladores están inmersos en el tanque del reactor.

También se han construido prototipos de FBR, refrigerados por otros metales líquidos tales como el mercurio, plomo y NaK, y una propuesta para un reactor nuclear de cuarta generación es de un FBR refrigerado por helio. 

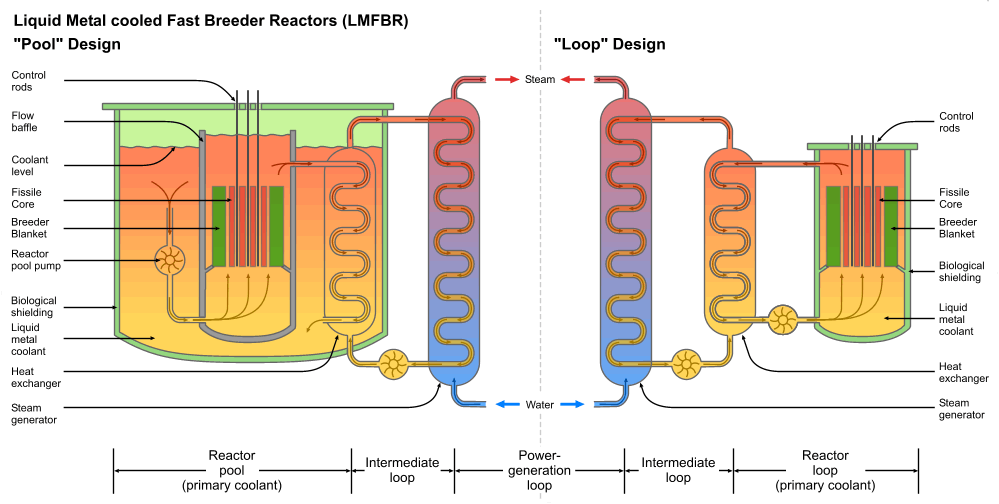
Diagrama esquemáticos mostrando la diferencia entre los tipos de reactores LMFBR, Loop y Pool.

 Los FBRs normalmente utilizan un combustible de óxido de mezcla de hasta un 20% de dióxido de plutonio (PuO2) y al menos un 80% de dióxido de uranio (UO2). El plutonio utilizado puede proceder del reprocesamiento civil o de fuentes de desmantelamiento de armas nucleares. Rodeando el núcleo del reactor hay una capa de tubos conteniendo uranio-238 no fisible, el cual al capturar neutrones rápidos de la reacción en el núcleo, se convierte parcialmente en plutonio 239 fisible (como lo hace parte del uranio en el núcleo), el cual, entonces, puede ser reprocesado para su uso como combustible nuclear. No hay ningún regulador como este que pueda ralentizar los neutrones que escapan del núcleo. Los primeros FBRs utilizaban combustible metálico, bien fuera uranio altamente enriquecido o plutonio.
 
Los reactores rápidos habitualmente utilizan metal líquido como refrigerante primario, para refrigerar el núcleo y calentar el agua utilizada para generar electricidad mediante turbinas. El sodio es el refrigerante normal para grandes centrales, pero tanto el plomo como el NaK también se han utilizado con éxito en instalaciones más pequeñas. Algunos de los primeros FBRs utilizaban el mercurio. Una ventaja del mercurio y del NaK es que ambos son líquidos a temperatura ambiente, lo que es conveniente para instalaciones experimentales, pero menos importante para plantas piloto o a gran escala.
El sodio líquido que escapa del núcleo contiene sodio-24 radiactivo. Este es un isótopo de corta vida, pero su presencia requiere mantener todo el circuito de refrigeración primario dentro del escudo biológico. 
El agua no puede utilizarse como refrigerador del primario ya que actuaría como regulador, no obstante un reactor “breeder” térmico regulado por agua pesada que utilice torio para producir uranio-233 es teóricamente posible. Ver más abajo.

## Plantas generadoras FBR

### Historia
Los FBRs han sido construidos y han funcionado en Estados Unidos, el Reino Unido, Francia, la antigua Unión Soviética, India y Japón. Con datos a 2004, un prototipo de FBR estaba en construcción en China, mientras otro FBR experimental se construyó en Alemania pero nunca llegó a funcionar.

#### Estados Unidos
El 20 de diciembre de 1951, el reactor rápido EBR-I (Experimental Breeder Reactor-1) en el Argonne National Laboratory en Idaho produjo suficiente energía para alimentar cuatro bombillas, y al día siguiente produjo suficiente energía como para alimentar todo el edificio del EBR-I. Esto marcó un hito en el desarrollo de los reactores de energía nuclear.
La siguiente generación experimental de “breeders” fue el EBR-II (Experimental Breeder Reactor-2), que entró en servicio para el Argonne National Laboratory en 1964 y funcionó hasta 1994. Fue diseñado para ser una planta nuclear "integral", equipada para el tratamiento en la propia ubicación del reciclado del combustible. Normalmente funcionó con una potencia de 20 megavatios de los 62,5 megavatios con que había sido diseñado como máximo, y proporcionó la mayoría de la calefacción y electricidad de las instalaciones cercanas.
El primer LMFBR comercial mundial, y el único que se construyó en los Estados Unidos, fue la Unidad 1 de 94 Mwe en la planta generación Enrico Fermi. Diseñado en un trabajo conjunto entre Dow Chemical y Detroit Edison como parte del consocio de la Atomic Power Development Association, se puso su primera piedra en Lagoona Beach, Míchigan (cerca de Monroe, Míchigan) en 1956. La planta entró en funcionamiento en 1963. Se cerró el 5 de octubre de 1966 debido a las altas temperaturas generadas por una pieza de zirconio que se aflojó y que estaba bloqueando los inyectores del sodio fundido de refrigeración. El daño de la fusión parcial de seis subensamblajes dentro del núcleo se localizó casualmente. (Este incidente fue la base para un libro de controversia del periodista de investigación John G. Fuller, titulado We Almost Lost Detroit. “Casi perdimos Detroit" ). El bloqueo del zirconio fue eliminado en abril de 1968, y la planta estuvo en condiciones de volver a funcionar en mayo de 1970, pero un incendio del refrigerante de sodio demoró el rearranque hasta julio. Desde esa fecha siguió funcionando hasta agosto de 1972, cuando la renovación de su autorización de funcionamiento fue denegada.
El reactor “breeder” de Clinch River, defendido por Al Gore, fue anunciado en enero de 1972. La construcción se realizó a rachas, siendo una obra cooperativa del gobierno y comercial. La dotación para este proyecto fue cortada por el Congreso el 26 de octubre de 1983.
La instalación de pruebas de Fast Flux, cuya primera criticidad fue en 1980, no es un “breeder” sino un reactor rápido refrigerado por sodio. A fecha de 2005 está en suspenso.

#### Reino Unido
El programa de reactor rápido del Reino Unido fue dirigido en Dounreay, Escocia, desde 1957 hasta que el fue cancelado en 1994. Se construyeron tres reactores, dos de ellos reactores de energía rápidos de neutrones, y el tercero, DMTR, era un reactor de investigación regulado por agua pesada, se utilizó para probar materiales para el programa. Las instalaciones de fabricación y reprocesamiento de combustible para los dos reactores rápidos y para las pruebas el DMTR se construyeron en el mismo lugar.
El Dounreay Fast Reactor (DFR) alcanzó su primera criticidad en 1959. Utilizaba refrigerante NaK y generó 14MW de electricidad. A este siguió el Prototype Fast Reactor (PFR) de 250 Mwe refrigerado por sodio en los años 70. PFR fue clausurado en 1994 cuando el gobierno británico retiró la mayor parte de la ayuda financiera para el desarrollo de la energía nuclear, y cuando tanto el DFR como el DMTR ya se encontraban clausurados.

#### Francia
El primer reactor rápido de Francia, el Rapsodie alcanzó su criticidad en 1967. Construido en Cadarache cerca de Aix-en-Provence, Rapsodie era un reactor de tipo “loop” con una producción térmica de 40MW y sin instalaciones de generación eléctrica, y se cerró en 1983.
A esto siguió el Phénix de 233 MWe, que se conectó a la red en 1973 y que cesó su actividad en 2009, tanto como reactor de energía como, y más importante, centro de actividades para la destrucción de residuos nucleares por transmutación.
El Superphénix, de 1200 MWe, entró en servicio en 1984 y, con datos a 2006, sigue siendo el mayor FBR nunca construido. Se cerró en 1997 debido a sus altos costes de funcionamiento comparados con los de la flota francesa de PWR.
Otro era el Fenix.

#### Alemania
Alemania ha construido dos FBRs, pero ambos fueron cerrados en 1991, sin que el mayor de ellos alcanzara nunca la criticidad. 
El KNK-II fue convertido a partir de un reactor térmico, KNK-I, el cual se había utilizado para estudiar la refrigeración por sodio. KNK-II alcanzó por primera vez la criticidad en 1977, y producía 20MWe.
La construcción del SNR-300 de 300MWe en Kalkar en Renania del Norte-Westfalia se completó en 1985, pero debido a las presiones políticas nunca funcionó. La planta se mantuvo en suspenso hasta que se tomó la decisión de su cierre en 1990, y desde entonces ha estado desautorizada.

#### URSS-Rusia
La Unión Soviética construyó una serie de reactores rápidos, el primero refrigerado por mercurio y alimentado con metal de plutonio, y los siguientes refrigerados por sodio y alimentados con óxido de plutonio.
El BR-1 (1955) era térmico de 100w y fue seguido por el BR-2 de 100kW y, a continuación, el BR-5 de 5 MW. 
El BOR-60 (primera criticidad en 1969) era de 60 MW, y su construcción se inició en 1965.
El reactor BN-350 (1973) fue el primer FBR soviético a gran escala. Construido en la Península de Mangyshlak en Kazajistán a las orillas del mar Caspio, suministraba 130MW de electricidad más 80.000 toneladas diarias de agua potable desalinizada para la ciudad de Aktau. Su producción total equivalía a 350 MWt, de donde viene su denominación.
El reactor BN-600 (1986) tiene una potencia de 1470MWth / 600MWe. 
En el momento de la descomposición de la Unión Soviética, existían planes para la construcción de plantas más grandes, BN-800 (800 MWe) en Beloyarsk y BN-1600 (1600 MWe).
Finalmente, en 2016 entró en funcionamiento el reactor BN-800 en Beloyarsk (880 MWe), y hay planes firmes para poner otro reactor mayor en el mismo emplazamiento (BN-1200).
Los reactores BN han sido de momento los más exitosos en su funcionamiento de su tipo, obteniendo factores de planta y disponibilidad aceptables (75% en el BN-600, se esperan aún mejores resultados en versiones más modernas) frente a modelos más convencionales y menos experimentales. El plan de futuro para la energía nuclear civil en Rusia pasa por cerrar los obsoletos RBMK y más antiguos VVER existentes, reemplazándolos por unidades VVER más modernas, y reactores BN que además de electricidad produzcan combustible para otros reactores. China ha adquirido recientemente un reactor del tipo BN-800, convirtiéndose en la primera vez que un reactor reproductor es exportado.

#### Japón
Japón ha construido un FBR, Monju, en Tsuruga, Prefectura de Fukui. Monju es un tipo de reactor “loop” refrigerado por sodio, y alimentado con MOX, con tres circuitos primarios, que produce 714 MWt / 280 MWe.
La construcción de Monju empezó en 1985 y alcanzó su criticidad en abril de 1994. Fue cerrado en diciembre de 1995 como consecuencia de un escape de sodio y un incendio en un circuito de refrigeración secundario; se espera vuelva a arrancar en el 2008.
El reactor ha estado inoperante durante la mayor parte del tiempo desde que fue construido originalmente, y fue operado por última vez en 2010. [1] Está previsto que se desmantele.

#### India
India tiene un activo programa de desarrollo que incluye reactores tanto rápidos como de reproducción térmica. Mientras la India pretende conseguir la ayuda de los Estados Unidos para construir una infraestructura nuclear civil, los Estados Unidos, le requieren a que separe sus programas nucleares civiles y militares antes de que le presten ninguna ayuda. Aunque esta negociación ha sido suscrita tanto por el presidente de los Estados Unidos George W. Bush y el primer ministro de la India Manmohan Singh, se enfrenta ahora con el debate y la votación en el Senado de los Estados Unidos, en el que hay una gran oposición, dado que la India ha rehusado suscribir el Tratado de no proliferación nuclear. También existen problemas geopolíticos, incluido el acuerdo de la India a votar afirmativamente en la votación en la I.A.E.A. con referencia a Irán para el Consejo de Seguridad de las Naciones Unidas, y si esta negociación pudiera desequilibrar las fuerzas dentro de una región conflictiva.
India está emergiendo como el líder mundial en el FBR basado en torio. El T-FBR puede proporcionar suficiente energía a la India, y no existen dudas de que la India pueda vender energía a otros países vecinos.  

### Plantas futuras
Con datos del 2003, una FBR autóctona estaba planeada en la India, y otra en China utilizando tecnología rusa.
Corea del Sur está desarrollando un diseño de un FBR modular estandarizado para la exportación, como complemento de los diseños también estandarizados reactor de agua presurizada (PWR) y reactor CANDU, que ya se encuentran desarrollados para su construcción, aunque todavía no se haya encargado la construcción de un prototipo.
El programa FBR de la India incluye el concepto de utilización del fértil torio-232 para reproducir uranio-233 fisible. India también está investigando en el reactor térmico breeder, de nuevo, utilizando el torio. Un “breeder” no es posible basándose en tecnología de únicamente uranio/plutonio. El combustible de torio es la dirección estratégica del programa de energía de la India, debido a sus grandes reservas de torio, aunque las reservas mundiales conocidas de torio son tres veces las de uranio.
El 16 de febrero de 2006 los Estados Unidos, Francia y el Japón, firmaron un "acuerdo" para la investigación y el desarrollo de reactores rápidos refrigerados por sodio en apoyo de la Asociación Global de Energía Nuclear. 

## Temas económicos
La reproducción (“breeding”) del combustible de plutonio en los FBRs, conocida como economía del plutonio, fue considerada durante un tiempo como el futuro de la energía nuclear. Sigue siendo la dirección estratégica del programa de energía de Japón. Sin embargo, los suministros más económicos de uranio y especialmente de uranio enriquecido hicieron que la tecnología del FBR no fuera competitiva con los diseños de PWR y otros reactores térmicos. Los diseños de PWR siguen siendo los tipos más frecuentes de los reactores existentes y también representan las propuestas más frecuentes para nuevas plantas nucleares.

## Proliferación
Se acepta generalmente que el FBR plantea un riesgo mayor de proliferación de armas nucleares que los reactores regulados por agua ligera. Los reactores regulados por agua se deberían apagar y repostar combustible cada cuatro meses o menos para producir plutonio de graduación para armamento, Pu-239 relativamente puro, puesto que el nivel de Pu-240 en el combustible aumenta con el tiempo. El Pu-240 experimenta la fisión espontánea a una tasa relativamente alta y no es apropiado para la producción de armas nucleares. Un FBR puede producir más fácilmente material de graduación militar, dependiendo de su diseño. No obstante, hasta ahora todos los programas conocidos de armamento, han utilizado mucho más fácilmente los reactores térmicos construidos, para obtener plutonio, y hay algunos diseños, como el SSTAR que evita los riesgos de proliferación, tanto por producir bajas cantidades de plutonio en cualquier momento a partir del U-238, y por producir tres isótopos distintos del plutonio (Pu-239, Pu-240 y Pu-242) lo que hace al plutonio utilizado no aprovechable para su uso en una bomba atómica. Todavía habría posibilidad de construir una bomba sucia empleando los residuos con alto nivel de radiación generados.
Los reactores de torio pueden plantear un riesgo de proliferación ligeramente más alto que los reactores basados en uranio. La razón para esto es que mientras el Pu-239 caerá muy frecuentemente en fisión en la captura de neutrones, produciendo Pu-240, el proceso equivalente en torio es relativamente raro. El torio-232 se convierte en U-233, que casi siempre fisiona con éxito, lo que significa que habrá muy poco U-234 en la capa de reproducción de torio/U-233, y el U-233 puro resultante será comparativamente más fácil de extraer y usar en armas. Una solución propuesta a esto es mezclar una pequeña cantidad de uranio natural o degradado en la capa de cultivo de torio. El material irradiado será entonces inútil para propósitos armamentísticos ya que entonces el U-233 requerirá una separación isotópica del U-238. También estará presente una pequeña cantidad de plutonio pero también será de baja graduación.

## Tipos de reactor asociados
El Reactor integral rápido (IFR) (también conocido como Integral Fast Breeder Reactor, a pesar de que el reactor original fue diseñado para no cultivar un excedente neto de material fisible) fue un diseño de reactor rápido de neutrones, diseñado específicamente para afrontar el vertido de residuos y los temas de plutonio.  . 
Para solucionar el problema del vertido de residuos, los IFR tenían una unidad electrolítica de reprocesado de combustible in-situ que reciclaban el uranio y todos los transuránicos (no sólo el plutonio) vía electrogalvánica, dejando únicamente productos de fisión de corta vida en el residuo. Alguno de estos productos de fisión podían ser separados posteriormente para su aplicación en usos industriales o médicos y el resto era enviado a un repositorio de residuos (en el que no hubieran estado almacenados, ni en ningún lugar cercano, residuos que contuvieran transuránicos de larga vida). Se cree que no hubiera sido posible extraer combustible de este reactor para fabricar bombas, ya que varios de los transuránicos fisionan tan rápidamente que cualquier ensamblaje se hubiera fundido antes de que hubiera sido completado. El proyecto se canceló en 1994 por orden del entonces Secretario de Energía de los Estados Unidos Hazel O'Leary. 

### En inglés
- Programa Nuclear de Estados Unidos
- Informe Monju del desarrollo mundial del FBR
- Base de datos IAEA de reactores rápidos
- Documentos Técnicos de la IAEA sobre reactores rápidos
- Reactores Diseñados por el Laboratorio Nacional Argonne: Reactores reproductores rápidos. Véase también Argonne’s Nuclear Science and Technology Legacy.
- Fundación de Patrimonio Atómico - EBR-I
- La necesidad cambiante de un reactor “breeder” por Richard Wilson en el 24 Simposium internacional de The Uranium Institute, septiembre de 1999

- Datos: Q16624467